# 川口元鄉站

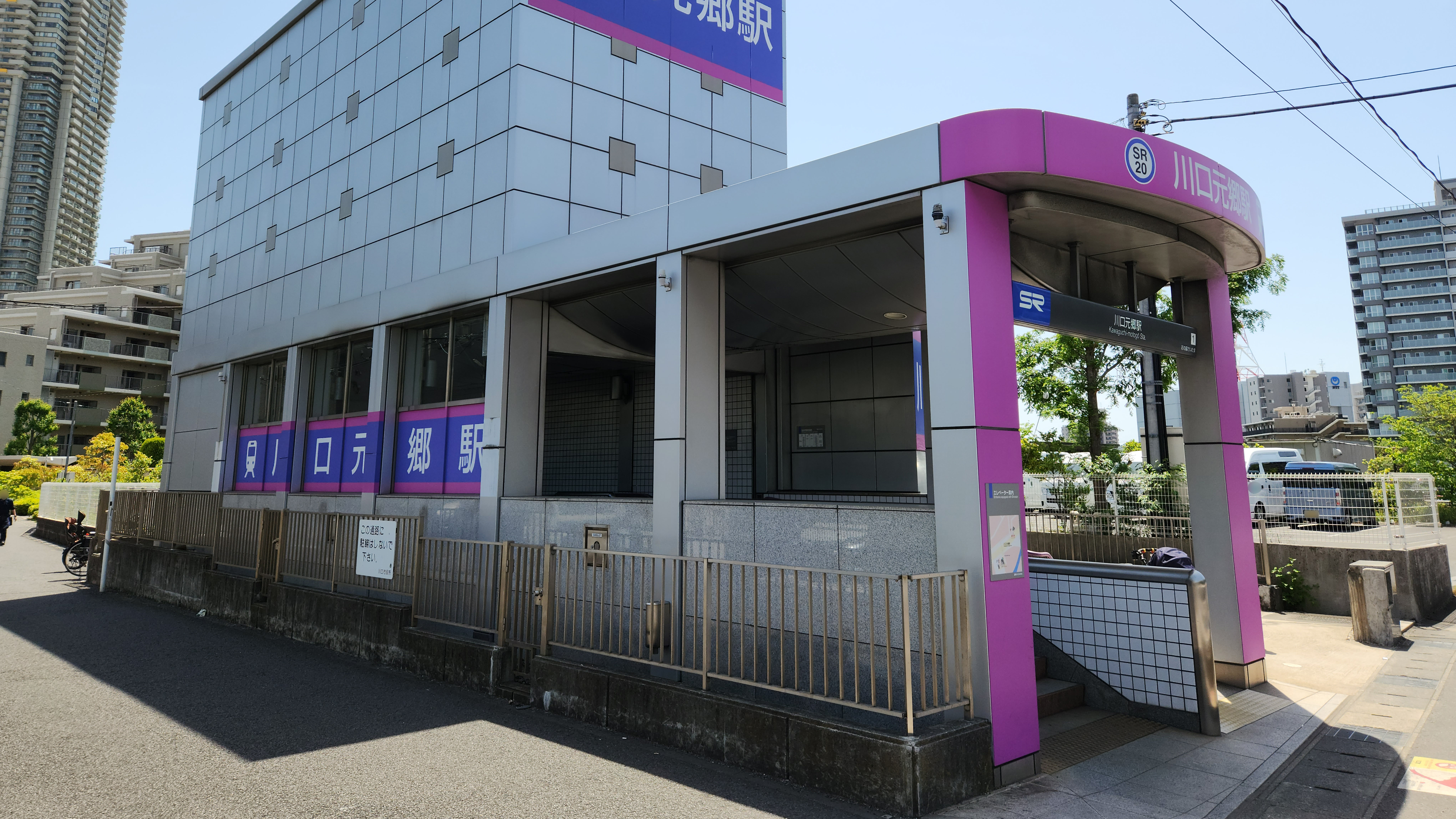
1號出入口（2023年5月）

川口元鄉站（日语：／ Kawaguchi-motogō eki */?）是位於埼玉縣川口市元鄉一丁目，屬於埼玉高速鐵道埼玉球場線的鐵路車站。車站編號是SR 20。

## 歷史
- 2001年（平成13年）3月28日 - 開業。
- 2002年（平成14年）11月10日 - 站前廣場完工，站前廣場側新設升降機。

## 車站構造

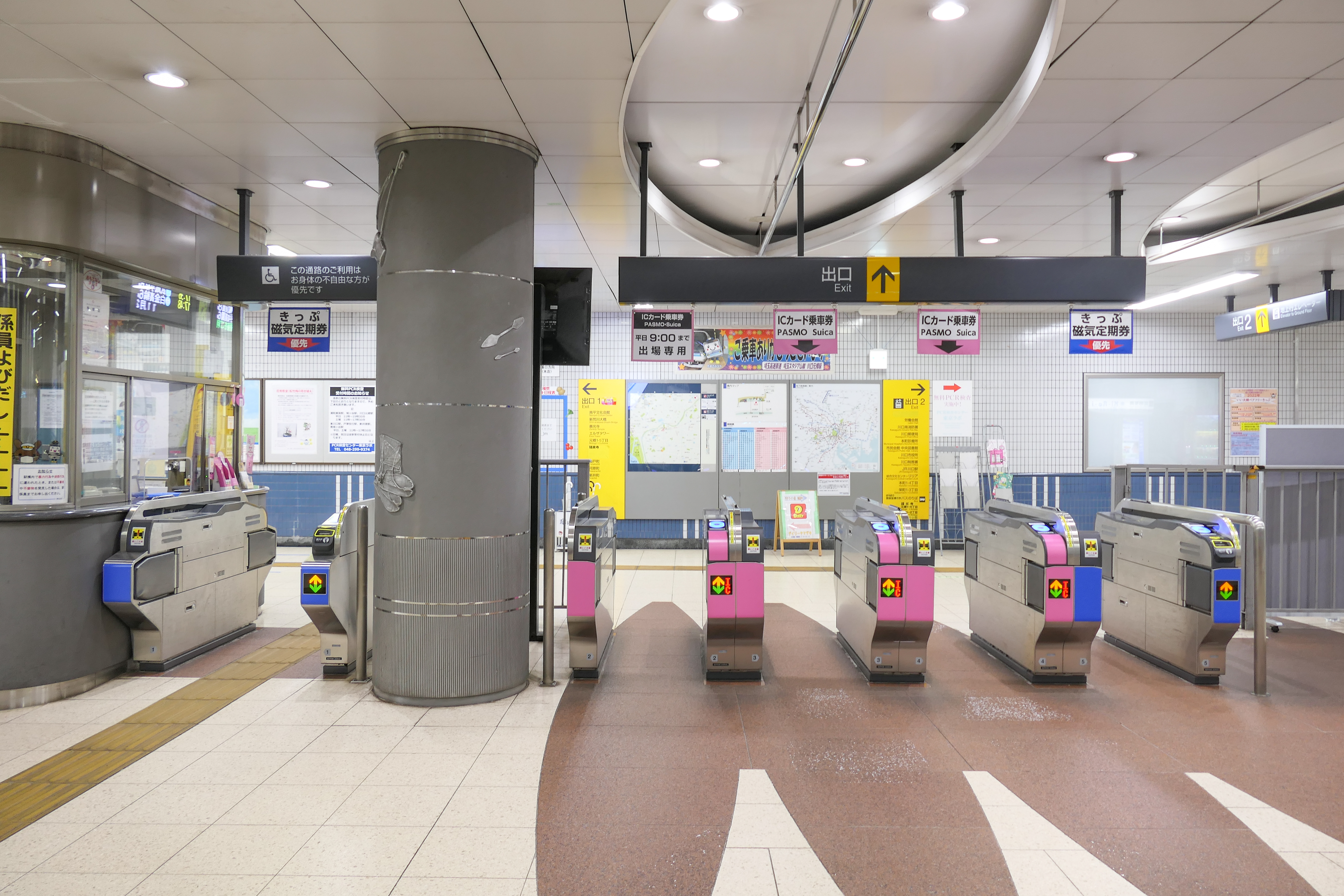
驗票口（2022年12月）

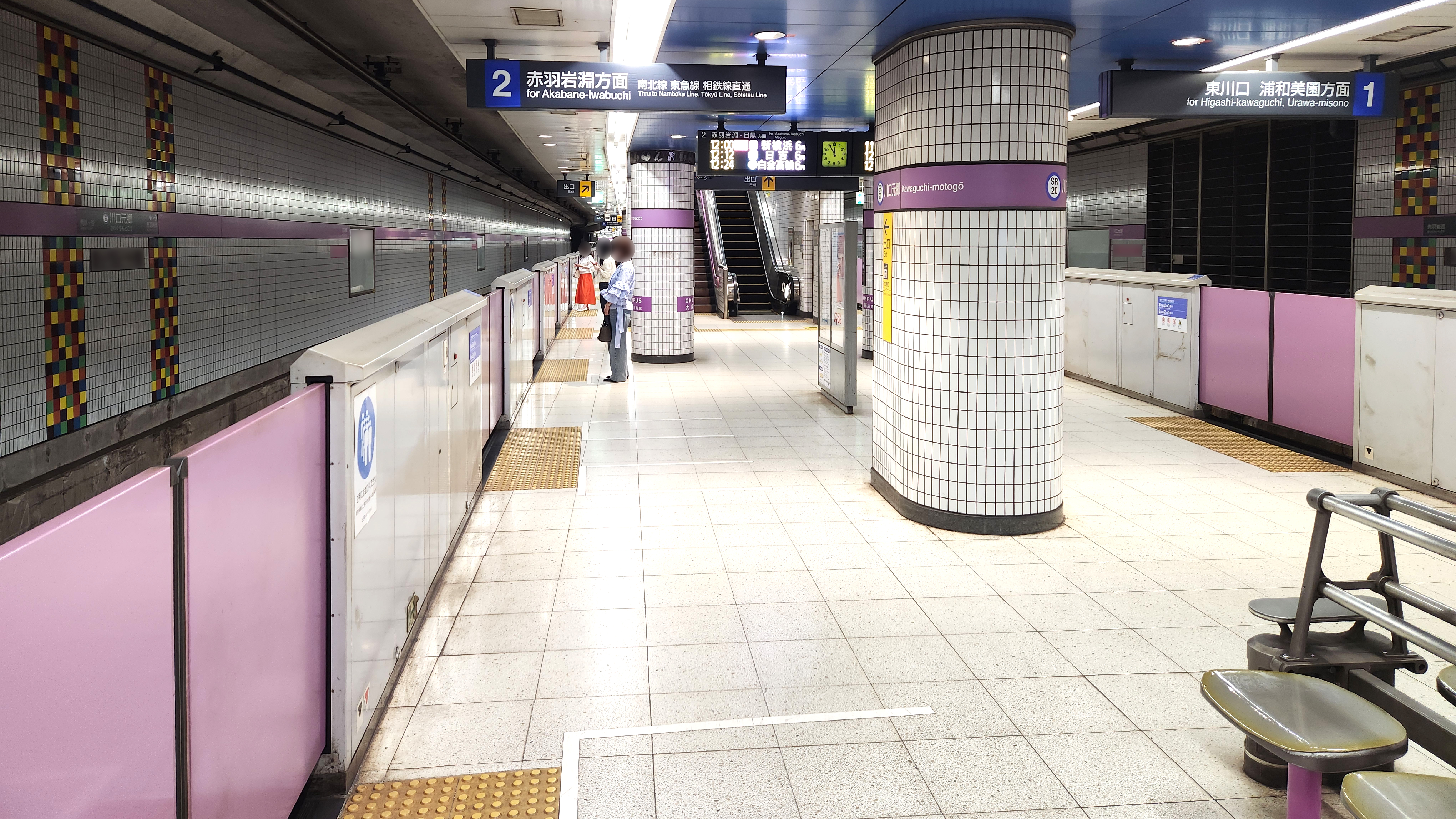
月台（2023年5月）

本站為島式1面2線的地底車站，並裝設保安用的月台閘門系統。車站顏色是紫色。地下2樓是閘口層，地下3樓是月台層。出入口設有2個，扶手電梯只設於兩個出入口的上行方向。

### 月台配置
| 月台 | 路線       | 方向 | 目的地                   |
| ---- | ---------- | ---- | ------------------------ |
| 1    | 埼玉球場線 | 下行 | 鳩谷、浦和美園方向       |
| 2    | 埼玉球場線 | 上行 | 赤羽岩淵、目黑、日吉方向 |

## 利用狀況
2016年度的一日平均上車人次是9,340人。埼玉高速鐵道線的車站次於赤羽岩淵站、東川口站、鳩谷站排行第4位。
開業以來的一日平均上車人次的推移如下表。
| 年度               | 上車人次 | 來源   |
| ------------------ | -------- | ------ |
| 2001年（平成13年） | 3,635    | [ 3 ]  |
| 2002年（平成14年） | 4,669    | [ 4 ]  |
| 2003年（平成15年） | 5,528    | [ 5 ]  |
| 2004年（平成16年） | 6,248    | [ 6 ]  |
| 2005年（平成17年） | 6,562    | [ 7 ]  |
| 2006年（平成18年） | 6,943    | [ 8 ]  |
| 2007年（平成19年） | 7,608    | [ 9 ]  |
| 2008年（平成20年） | 8,031    | [ 10 ] |
| 2009年（平成21年） | 8,072    | [ 11 ] |
| 2010年（平成22年） | 8,162    | [ 12 ] |
| 2011年（平成23年） | 8,088    | [ 13 ] |
| 2012年（平成24年） | 8,243    | [ 14 ] |
| 2013年（平成25年） | 8,624    | [ 15 ] |
| 2014年（平成26年） | 8,751    |        |
| 2015年（平成27年） | 9,107    |        |
| 2016年（平成27年） | 9,340    |        |

## 相鄰車站
埼玉高速鐵道
 埼玉球場線
赤羽岩淵（SR 19）－川口元鄉（SR 20）－南鳩谷（SR 21）

## 來源
埼玉縣統計年鑑

## 外部連結
- 川口元鄉站 （页面存档备份，存于） - 埼玉高速鐵道